# Интеркоммунион
Интеркомму́нион (англ. intercommunion — «тесное общение, взаимодействие») — совместное участие в таинстве Евхаристии христиан (духовенства и мирян) различных Церквей, принадлежащих к разным конфессиям, предварительно согласованное иерархами этих Церквей в соответствии с принципами экуменического диалога. «Интеркоммунион» может обозначать как совместное участие в Евхаристии представителей различных конфессий, не имеющих полного евхаристического общения; интеркоммунион может пониматься как начало пути к полному общению с церквами, с которыми ещё не достигнуто единства или служить знаком того, что единство достигнуто. Интеркоммунион следует отличать от распространённого в протестантской среде обычая «евхаристического гостеприимства», который является «актом доброй воли» той или иной общины, приглашающей вкусить евхаристические Дары всех крещеных независимо от конфессии, и не предполагает какого-либо сближения в вере.